# Star Wars: Episode I: The Phantom Menace
Star Wars: Episode I: The Phantom Menace is een Amerikaanse film van George Lucas uit 1999. De film vormt het eerste deel uit de Star Wars-saga, hoewel deze film pas als vierde gemaakt werd. Net zoals de drie vorige, werd het scenario van deze film geschreven door George Lucas en net als Star Wars: Episode IV: A New Hope regisseerde George Lucas zelf.
De film ging in première op 19 mei 1999, bijna 16 jaar na de vorige Star Warsfilm, die het slot van het verhaal bevat.

## Verhaal
De Handelsfederatie heeft de vreedzame planeet Naboo geblokkeerd in de hoop een handelsconflict in haar voordeel te kunnen beslechten. De Galactische Senaat stuurt Jedimeester Qui-Gon Jinn en zijn padawan Obi-Wan Kenobi naar het ruimteschip Lucrehulk, om te onderhandelen. De droids van de Handelsfederatie proberen hen echter te doden en zetten een invasie van Naboo in gang, onder druk van het brein achter de blokkade: de mysterieuze Sith Lord Darth Sidious. Er worden allemaal MTT's naar de planeet Naboo gestuurd. Als die op de planeet landen, vluchten Qui-Gon Jinn en Obi-Wan (die zich in een van die MTT's verstopt hadden) voor de MTT's. Op Naboo ontmoetten ze de Gungan Jar Jar Binks, die hun meeneemt naar de onderwaterstad Otoh Gunga, waar de leider van de Gungannatie zich bevindt: Boss Rugor Nass. In een poging om het grote Gunganleger samen te voegen met het kleine leger van de Naboo. Dit lukt echter niet. Boss Nass geeft Qui-Gon Jinn, Obi-Wan en Jar Jar Binks een Bongo, soort onderzeeër die ze richting de hoofdstad Theed brengt. Amidala, de koningin van de mensen op Naboo, wordt gevangen door de droids van de Handelsfederatie. Qui-Gon Jinn, Obi-Wan en Jar Jar Binks helpen haar ontsnappen in haar persoonlijke ruimteschip. Een defecte hyperdrive dwingt hen op de planeet Tatooine te landen. Darth Sidious stuurt zijn leerling Darth Maul achter hen aan, die hen door middel van een handige truc snel op het spoor komt.
Op Tatooine ontmoeten Qui-Gon en de anderen de negenjarige Anakin Skywalker. Anakin blijkt ondanks zijn jonge leeftijd een genie op het gebied van mechanica. Zo heeft hij zelf een droid (robot) gemaakt genaamd C-3PO. Qui-Gon, die waarneemt dat Anakin een extreem hoog Jedi-potentieel heeft, wil hem graag meenemen. Anakin is echter een slaaf in dienst van Watto, een handelaar in ruimteschiponderdelen. Anakin neemt Qui-Gon Jinn, Jar Jar Binks, Amidala en R2-D2 mee naar zijn huis. Zijn moeder Shmi Skywalker vertrouwt ze niet echt. Anakin wil meedoen aan de jaarlijkse podrace die wordt gehouden door de Hutt Jabba. Qui-Gon Jinn gaat met Watto een weddenschap houden. Als de podrace begint, wint Anakin de race. Anakin is zo geen slaaf meer en Qui-Gon Jinn krijgt een nieuwe hyperdrive voor zijn schip. Vlak voordat ze Tatooine verlaten worden ze aangevallen door Darth Maul, maar Qui-Gon kan de aanval afslaan.
Terug op Coruscant weigert de Jedi-raad Anakin op te laten leiden omdat hij te oud is en omdat ze bang zijn dat Anakin later naar de Duistere Kant zal overlopen, vanwege de angst die in hem zit (vanwege het verlaten van zijn moeder). Qui-Gon gelooft dat Anakin 'de Uitverkorene' is die de balans in De Kracht weet te herstellen en zegt Anakin dan zelf op te willen leiden. Dit verbiedt de Raad en komt Qui-Gon op een ruzie te staan met Obi-Wan. Ondertussen probeert koningin Amidala ervoor te zorgen dat de senaat van de Galactische Republiek ervoor zal zorgen dat haar planeet bevrijd wordt. De zwakke kanselier Finis Valorum blijkt echter niet in staat om haar te steunen, waarop ze op aanraden van haar senator (Palpatine) een motie van wantrouwen tegen hem indient: er zal een nieuwe kanselier gekozen worden om de senaat voor te zitten. Palpatine blijkt erg veel interesse te hebben in deze baan en is ook genomineerd.
Omdat de procedures te veel tijd zullen kosten besluit koningin Amidala terug te keren naar Naboo, ondanks de smeekbeden van Palpatine om dat niet te doen. Daar sluit ze een verbond met de Gungans, het amfibisch ras dat in de meren van Naboo woont (en waar ook Jar Jar Binks toe behoort), om samen de planeet te heroveren op de Handelsfederatie. Qui-Gon en Obi-Wan worden meegestuurd omdat de Jediraad vermoedt dat Darth Maul dan weer ten tonele zal verschijnen. Hun ruzie over de mogelijke opleiding van Anakin wordt goedgemaakt door Obi-Wan zelf. Tijdens de uitgebroken Slag om Naboo weet men, met toevallige hulp van Anakin in een Naboo-sterrenjager (die hiermee wederom zijn uitzonderlijke krachten laat zien) het droid-leger van de federatie uit te schakelen door de Lucrehulk van binnenuit op te blazen. Handelsfederatieleiders Onderkoning Nute Gunray en (zijn adviseur) Rune Haako worden gearresteerd en afgevoerd naar Coruscant voor berechting door de republiek. In het lichtzwaardgevecht met Darth Maul raakt Qui-Gon dodelijk gewond, maar Obi-Wan verslaat de Sith Lord door hem door midden te hakken en wordt hiermee officieel een Jediridder. Vlak voor zijn dood vraagt Qui-Gon aan Obi-Wan Anakin op te leiden tot een Jedi omdat Anakin volgens hem de legendarische Jedi zal zijn die weer balans in De Kracht zal brengen. Wanneer Yoda van Qui-Gons' wens hoort, stemt hij met tegenzin toe. Anakin wordt aan Obi-Wan toegewezen als Obi-Wans padawan. Senator Palpatine van Naboo blijkt door het conflict met de Handelsfederatie de nieuwe kanselier van de Galactische Republiek te zijn geworden.

## Rolverdeling
| Acteur                             | Personage                           |
| ---------------------------------- | ----------------------------------- |
| Liam Neeson                        | Qui-Gon Jinn                        |
| Ewan McGregor                      | Obi-Wan Kenobi                      |
| Natalie Portman                    | Padmé Amidala                       |
| Jake Lloyd                         | Anakin Skywalker                    |
| Ian McDiarmid                      | Senator Palpatine / Darth Sidious   |
| Pernilla August                    | Shmi Skywalker                      |
| Oliver Ford Davies                 | Sio Bibble                          |
| Hugh Quarshie                      | Kapitein Panaka                     |
| Ahmed Best                         | Jar Jar Binks                       |
| Anthony Daniels                    | C-3PO (stem)                        |
| Kenny Baker                        | R2-D2                               |
| Frank Oz                           | Yoda (stem)                         |
| Terence Stamp                      | Grootkanselier Finis Valorum        |
| Brian Blessed                      | Boss Nass (stem)                    |
| Andy Secombe                       | Watto (stem)                        |
| Ray Park Peter Serafinowicz (stem) | Darth Maul                          |
| Lewis Macleod                      | Sebulba (stem)                      |
| Warwick Davis                      | Wald Weazel                         |
| Steve Speirs                       | Kapitein Roos Tarpals               |
| Silas Carson                       | Nute Gunray Ki-Adi-Mundi Lott Dodd  |
| Jerome St. John Blake              | Mas Amedda Orn Free Taa             |
| Alan Ruscoe                        | Daultay Dofine Plo Koon Bib Fortuna |
| Ralph Brown                        | Ric Olié                            |
| Samuel L. Jackson                  | Mace Windu                          |
| Dominic West                       | Paleis Wachter                      |
| Keira Knightley                    | Sabé                                |
| Greg Proops                        | Fode (stem)                         |
| Scott Capurro                      | Beed (stem)                         |
| Khan Bonfils                       | Saesee Tiin                         |
| Michelle Taylor                    | Yarael Poof                         |
| Dipika O'Neill Joti                | Depa Billaba                        |
| Phil Eason                         | Yaddle                              |
| Lindsay Duncan                     | TC-14 (stem)                        |
| Chris Sanders                      | Daultay Dofine (stem)               |
| Richard Armitage                   | Naboo Piloot                        |
| Ben Burtt                          | Naboo Coureur                       |
| Sally Hawkins                      | Dorpsbewoner                        |
| Matthew Wood                       | Bib Fortuna (stem) Ody Mandrell     |

## Achtergrond

### Productie
George Lucas begon met het schrijven van drie nieuwe Star Warsfilms op 1 november 1994. Het scenario voor The Phantom Menace werd grotendeels gebaseerd op het grotere Star Warsverhaal dat Lucas reeds in 1976 had geschreven. De werktitel van de film was The Beginning, maar Lucas veranderde dat later naar The Phantom Menace ("de dreiging van het spook/de geestverschijning"). Die titel is een verwijzing naar Senator Palpatine, die in de film een betrouwbaar man lijkt maar in werkelijkheid snode plannen heeft.
Het filmen begon op 26 juni 1997 en eindigde op 30 september van datzelfde jaar. De meeste opnames vonden plaats in de Leavesden Studios in Engeland, afgewisseld met filmen op locatie in onder andere de Tunesische woestijn en het Italiaanse Caserta Palace.
Negen R2-D2-modellen werden gemaakt voor de film, waarvan zeven speciaal ontworpen waren om door het zand te rijden voor de scènes in de woestijn.

### Reacties
The Phantom Menace werd met gemengde reacties ontvangen. De IMDb gaf de film een gemiddelde van 6,4/10. Vooral het personage Jar Jar Binks was een punt van kritiek. Veel fans van de originele serie zagen hem enkel als een poging tot het verkopen van meer merchandising dan als een serieus personage.
Ondanks de kritieken was The Phantom Menace de meest succesvolle film van 1999, met een opbrengst van $ 431 miljoen in Noord-Amerika en $ 493 miljoen elders. Het totaal bedrag kwam op $ 924 miljoen. Daarmee was de film tevens de op een na meest succesvolle film op dat moment. Alleen Titanic scoorde hoger. Wereldwijd scoorde Episode I het beste van de eerste zes Star Warsfilms. Het eerste deel uit de Sequel-trilogie, The Force Awakens, verbrak dit record echter ruimschoots met een wereldwijde opbrengst van twee miljard dollar.

### Muziek
De filmmuziek van de film werd uitgebracht door Sony Classical op 4 mei 1999. Net als bij vorige Star Warsmedia werd de muziek gecomponeerd door John Williams. In het jaar 2000 kwam The Ultimate Edition uit met alle muziek die te horen is in The Phantom Menace.

### 3D
Op 9 februari 2012 ging The Phantom Menace 3D in première.

## Boeken
Er zijn diverse boeken verschenen die gebaseerd zijn op de film. Op 21 april 1999 kwam de roman uit, geschreven door Terry Brooks. Het boek bevat diverse passages over gebeurtenissen die in de film niet voorkomen. Op 3 mei 1999 kwam een jeugdroman uit, geschreven door Patricia C. Wrede. Op 5 mei 1999 publiceerde Dark Horse Comics een vierdelige bewerking van de film in stripvorm, geschreven door Henry Gilroy.
Zie ook: Lijst van Star Warsboeken en -spellen

## Prijzen en nominaties
The Phantom Menace won in totaal 11 prijzen:
1. De Saturn Award voor beste kostuums in 2000
2. De Saturn Award voor beste speciale effecten in 2000
3. De BMI Film Music Award in 2000
4. De Bogey Award in Platin in 1999
5. Video Premiere Award in 2001
6. De Golden Screen with 1 Star in 2000
7. De Golden Screen in 1999
8. De Sierra Award voor beste kostuumontwerp in 2000
9. De MTV Movie Award voor beste actiescènes in 2000
10. De Golden Raspberry Award voor “slechtste mannelijke bijrol” (Jar-Jar Binks) in 2000
11. De Young Artist Award voor Best Performance in a Feature Film - Young Actor Age Ten or Under in 2000

Daarnaast werd de film voor vele prijzen genomineerd, waaronder Academy Awards voor beste geluidseffecten, beste visuele effecten en beste geluid.